# いつまでもあると思うな親と金
いつまでもあると思うな親と金（いつまでも あるとおもうな おやとかね）は、江戸時代の日本からのことわざ。

## 意味
頼りにできる親はいつまでも生きてはいないし、金も使えばなくなってしまうということである。このことわざでは人に頼る心を戒めると共に、倹約することの大切さが説かれている。親というのは必ず寿命で死んでいくものであり、同じように金も使っていくうちに必ず無くなっていくものであるためである。

### 続き
この言葉には続きがあり、「いつまでもあると思うな親と金」に続いて「ないと思うな運と災難」が続いている。この続きは、運も災難も皆に平等に巡ってくるという事であり、誰もが幸せなことと辛いことの両方を経験するのであるが、そのようなときに一喜一憂しないで惑わされないということが大切であるということが説かれている。